# Bill Martin (Radsportler)

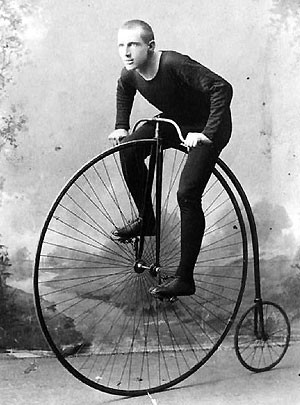
Bill Martin (ca. 1890)

William Walker „Bill“ Martin (* 1860 in Dublin; † 28. März 1942 in Perth) war ein irisch-amerikanischer Radsportler.

## Biographie
Bill Martin wurde in Dublin geboren; als er drei Jahre alt war, wanderte seine Familie in die Vereinigten Staaten aus. Zunächst lebte die Familie sechs Jahre in Maine, anschließend in Lawrence, Massachusetts. Martin verließ die Schule im Alter von 14 Jahren, wurde Assistent von Kaufleuten für exotische Waren und reiste in deren Diensten nach Europa, Südamerika und Afrika. Nach seiner Rückkehr in die USA war er drei Jahre lang als professioneller Läufer im Mittleren Westen aktiv, und 1885 begann er in Nebraska als Amateur mit dem Radsport. 1890, im Alter von 30 Jahren, wurde er Profi-Radsportler und erlitt im selben Jahr einen schweren Sturz, nach dem eines seiner Beine kürzer war als das andere.
Martin gewann auf dem Hochrad vier Sechstagerennen, die zu dieser Zeit noch von einzelnen Sportlern und nicht von Zweier-Mannschaften bestritten wurden: dreimal – 1890, 1891 und 1892 – das von Minneapolis und 1891 das von New York, bei dem er in 142 Stunden 2360 Kilometer fuhr. Für diesen letzten Sieg erhielt er 1000 Dollar in Gold. 1895 reiste Bill Martin nach Europa, wo er 40 Rennen für sich entschied. Im Jahr darauf ging er, angezogen von den dortigen hohen Preisgeldern, zum ersten Mal nach Australien. Er gewann die australische Meisterschaft über eine Meile auf dem Melbourne Cricket Ground. 1899 siegte er bei einem ähnlichen Meeting in acht von neun Rennen am ersten Tag, am zweiten Tag beim Rennen über zehn Meilen und am dritten Tag bei zwei weiteren Rennen.
Martin wurde in Australien äußerst populär, was mit seinen Erfolgen, aber auch mit seiner Persönlichkeit zusammenhing. Er wurde mit mehreren Spitznamen belegt, darunter Castiron Man (Gusseisen-Mann), aber am besten war er als Plugger Bill (Malocher Bill) bekannt, was sich auf seine beständige und aufopfernde Fahrweise bezog. Er war untersetzt und muskulös, von hitzigem Temperament und schnell mit seinen Fäusten. Andererseits war er finanziell geschickt, mit einem Riecher für werbewirksame Aktionen, um „den Leuten was für ihr Geld zu bieten“. 1896 wurde Martin für zwei Monate suspendiert, nachdem er in Adelaide einen anderen Radsportler angegriffen hatte. Im Jahr darauf wurde er in Sydney von einem Zuschauer beschimpft: Er sprang von seinem Rad, verfolgte den Mann durch die Menge und schlug ihn. 1897 wurde er nach einer Reihe von Verfehlungen sanktioniert, was ihn nicht daran hinderte, einen Wettkampfrichter, der ihn im Jahr zuvor gesperrt hatte, zu verprügeln.
Zwischen 1895 und 1901 fuhr Plugger Martin Rennen in allen Teilen Australiens; es heißt, dass er 249 Rennen gewonnen habe. Sein größter Erfolg war der Sieg beim Austral Wheel Race in Melbourne im Dezember 1901, der aber nach späteren Erkenntnissen gekauft war. Bei diesem Handicap-Rennen ging es um größere Summen, sowohl Siegprämien als auch Wettgewinne, und es gab Gerüchte über Bestechung und Einschüchterung. Nach einer Untersuchung kurz nach dem Rennen wurde ein Radsportler gesperrt, da er für Martin den Schrittmacher gemacht habe. 1907 erschien ein Bericht im Magazin Lone Hand, in dem der damalige Betreuer von Martin, Henry „General“ Gordon, angab, dass die Unterweltgröße John Wren das Ergebnis des Rennens gekauft habe, um die Wetten zu beeinflussen. Danach habe der inzwischen 43-jährige Martin die anderen Fahrer einen nach dem anderen in sein Hotelzimmer gerufen, neben ihm auf dem Bett das Bestechungsgeld, das er von Wren erhalten hatte, und ein geladener Revolver, und sie bis auf zwei oder drei Fahrer darauf verpflichtet, ihm nicht den Sieg streitig zu machen, was sie mit einer Unterschrift auf einem Vertrag bestätigen mussten. Wegen dieses Vorgangs geriet er in Streit mit Gordon, dem er anschließend sein Honorar in Höhe von 50 Dollar nicht zahlte und der ihn deshalb verklagte.
Martin soll aber auch positiven Einfluss auf die Entwicklung des Radsports in Australien gehabt haben, indem er technische Neuerungen nutzte, die anschließend von den Kunden stark nachgefragt wurden. Auch soll er die Idee zu der Disziplin Einerverfolgung gehabt haben.
Bis 1903 fuhr Martin Rennen in Neuseeland und den USA. Im selben Jahr heiratete er in Balaclava die 19-jährige Alice Eva West aus Victoria. Anschließend betrieb er mehrere Hotels in Australien, bis er 1909 nach Neuseeland übersiedelte. Sein letzter öffentlicher Auftritt war eine Teilnahme an einem Veteranen-Treffen auf dem Melbourne Cricket Ground. Seine letzten sechs Lebensjahre verbrachte er im Westen von Australien, während seine Familie – Ehefrau, drei Töchter und zwei Söhne – in Neuseeland geblieben war. Er versuchte sich als Schürfer in Marble Bar und Sandstone, zuletzt war er als Vertreter für optische Waren unterwegs. Bill Martin starb am 28. März 1942 im Royal Perth Hospital und ist auf dem Friedhof von Karrakatta beerdigt.